# Radimlje bogumil nekropolisza

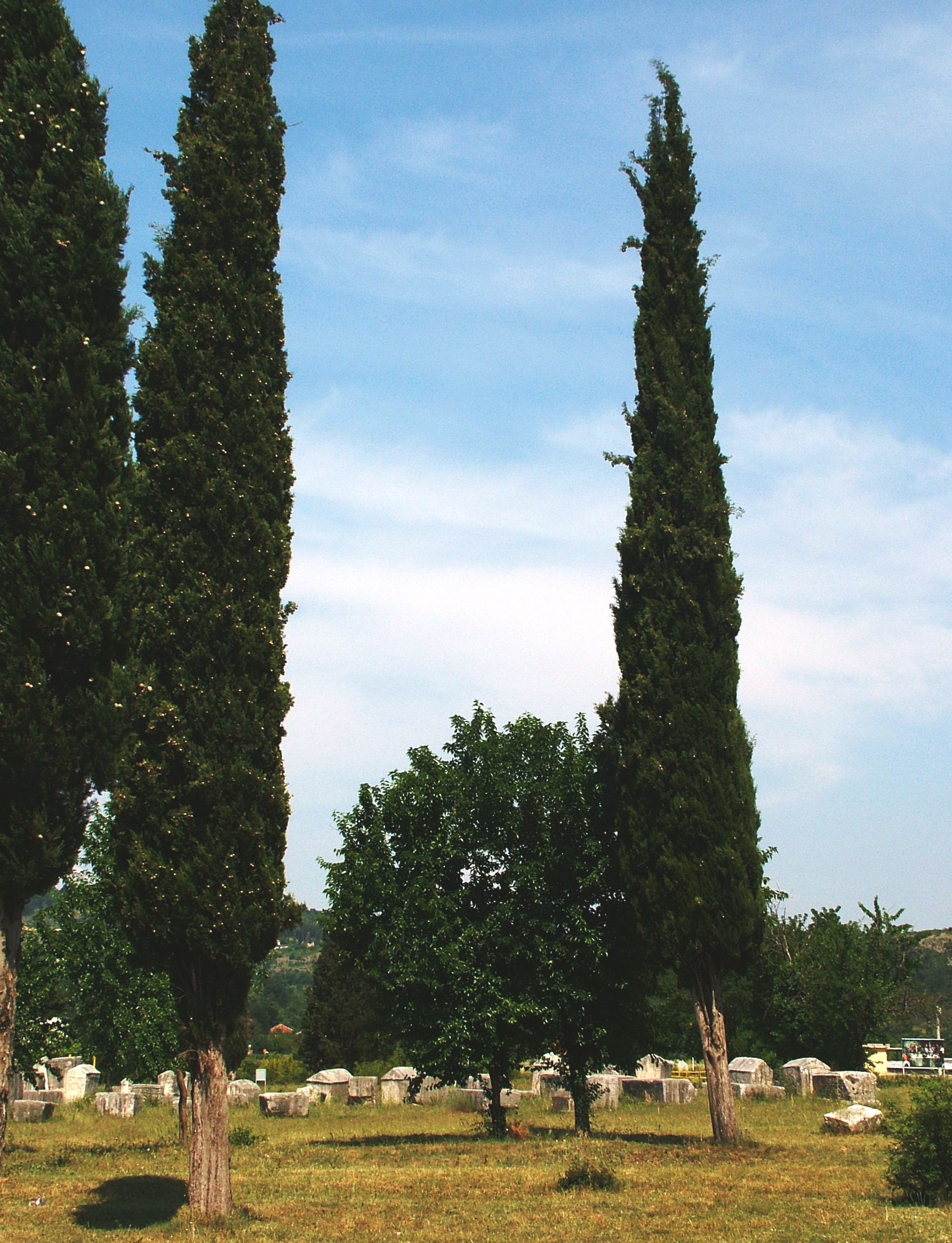
Radimlje, bogumil nekropolisz

Radimlje  bogumil nekropolisza Boszniában, a Neretva menti történelmi karavánúton fekvő Čapljinából keleti irányba, a Stolac városába vezető közút mentén található. Közvetlenül a közút mellett fekszik. Változatos formájú és díszítésű 133 síremlékével (stećak) a legnagyobb és leghíresebb ilyen jellegű temető.

## Bogumilok
Bogumiloknak („istenesek”) hívták a 7. században megjelenő gnosztikus eredetű vallási szekta tagjait. A Balkán déli részén és a Kárpátokon túli szláv népek (bolgárok, szerbek, ukránok és oroszok) között éltek a 10. századtól. Nyugat-Európában bolgár eredetűnek tartották őket és néha Bulgarinak, francia nyelv-területeken pedig Bougresnek,
Boszniában pataréneusoknak és pataréniknek hívták, de pauliciusoknak, pavlikeniknek is nevezték őket. A történelem során csaknem minden felnőttkeresztséget hirdető vallási mozgalommal azonosították vagy szoros kapcsolatban lévőnek tartották őket (pl. a katarokkal/albigensekkel).

### Hitelvek

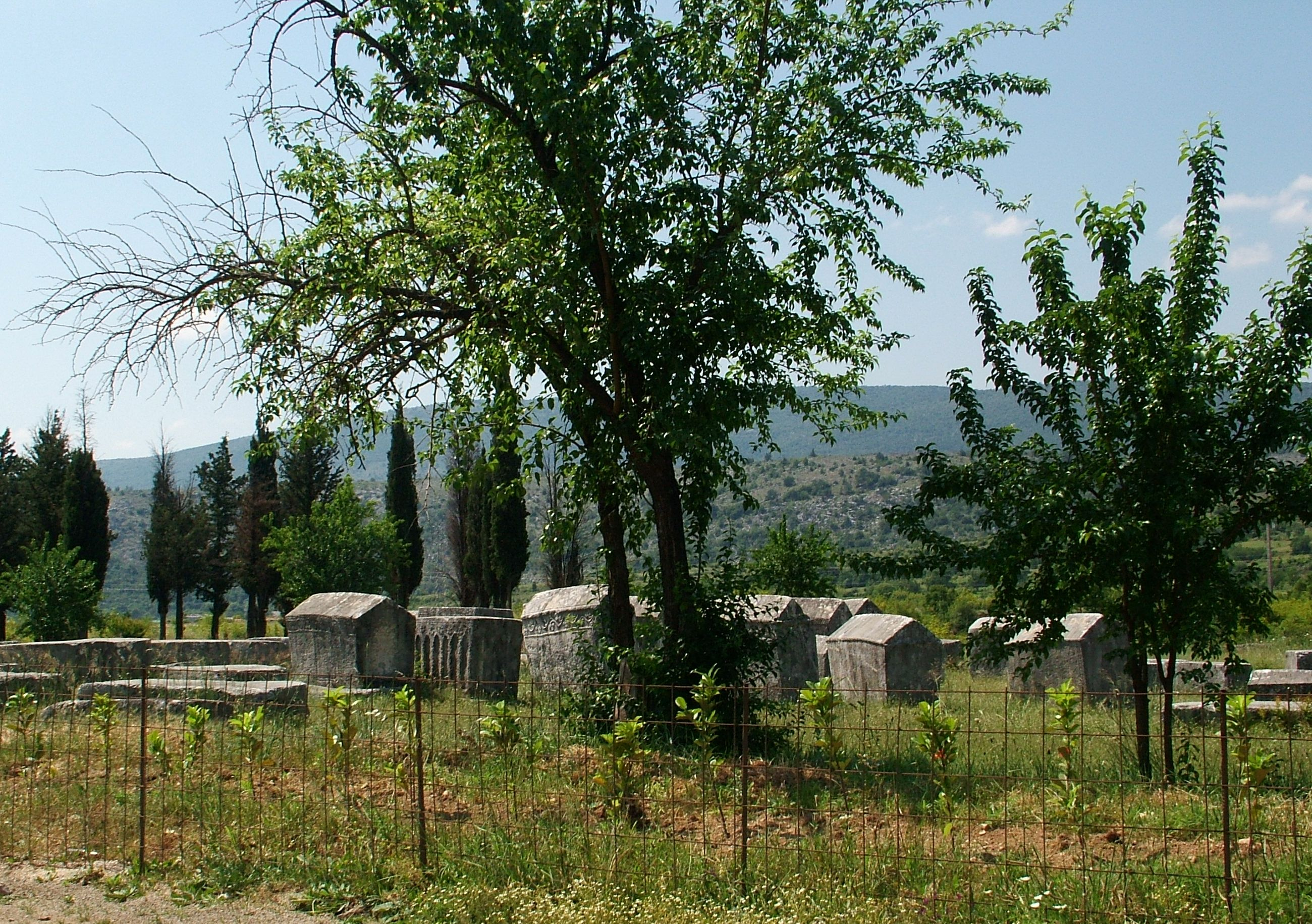
Radimlje bogumil nekropolisza

A bogumil annak a dualista vallási szektának a tagja, mely a 10. század közepe táján, a dualizmus és a neomanicheizmus tanításainak összeolvadásából keletkezett Bulgária területén, és a 10. és a 15. század között az egész Balkánon virágzott. Vallási tanait elsősorban az Örményországban és Kis-Ázsiában működő pauliciánus szektától, továbbá attól a helyi szláv mozgalomtól vette át, amely az evangéliumi kereszténység nevében akarta megreformálni az akkoriban megalakult bolgár ortodox egyházat. Nevüket alapítójuktól, egy Bogumil (Bogomil) nevű papról kapták.
Központi tanításának alapja a világegyetem dualista felfogása volt, mely szerint a látható, anyagi világot az ördög teremtette. Ezért tagadták az inkarnáció (Isten emberi megtestesülése) tételét, és elutasították azt a keresztény felfogást, mely szerint az anyag a kegyelem edénye.
Elvetették a keresztelést, az eucharisztiát és az ortodox egyház egész szervezetét. Erkölcsi tanítása következetesen dualisztikus volt. Elítélték az ember minden olyan tevékenységét, amely közeli kapcsolatot teremt az anyaggal, elsősorban a házasságot, a húsevést, a borivást. A bogumilok erkölcsi szigorát még legádázabb ellenfeleik is elismerték.

### Történetük
A 11. és 12. század folyamán a bogumilizmus elterjedt a Bizánci Birodalom számos európai és ázsiai tartományában. Boszniai jelenlétük még nagyobb jelentőségű volt, itt a bogumilizmus helyi változatának híveit, a patarénusokat vagy bosnyák hitűeket az uralkodó és a nemesség is felkarolta, és ebből nemzeti mozgalom fejlődött ki. (A 13. század elején Európa déli részén, a Fekete-tengertől az Atlanti-óceánig a dualista közösségek hálózata jött létre.)
Délkelet-Európa oszmán leigázása után sok bogumil – különösen Boszniában – áttért az iszlám hitre, és a szekta sorsa ezután homályba vész. ... A Balkán történetének leghatalmasabb szektás mozgalmából mára alig maradt több, mint néhány dualista hagyomány a déli szlávok néprajzában, és a Bosznia-Hercegovina egyes vidékein található, különös faragású síremlékek ... (Enc. Brit. Hung.)

## Sírkövek (stecakok)

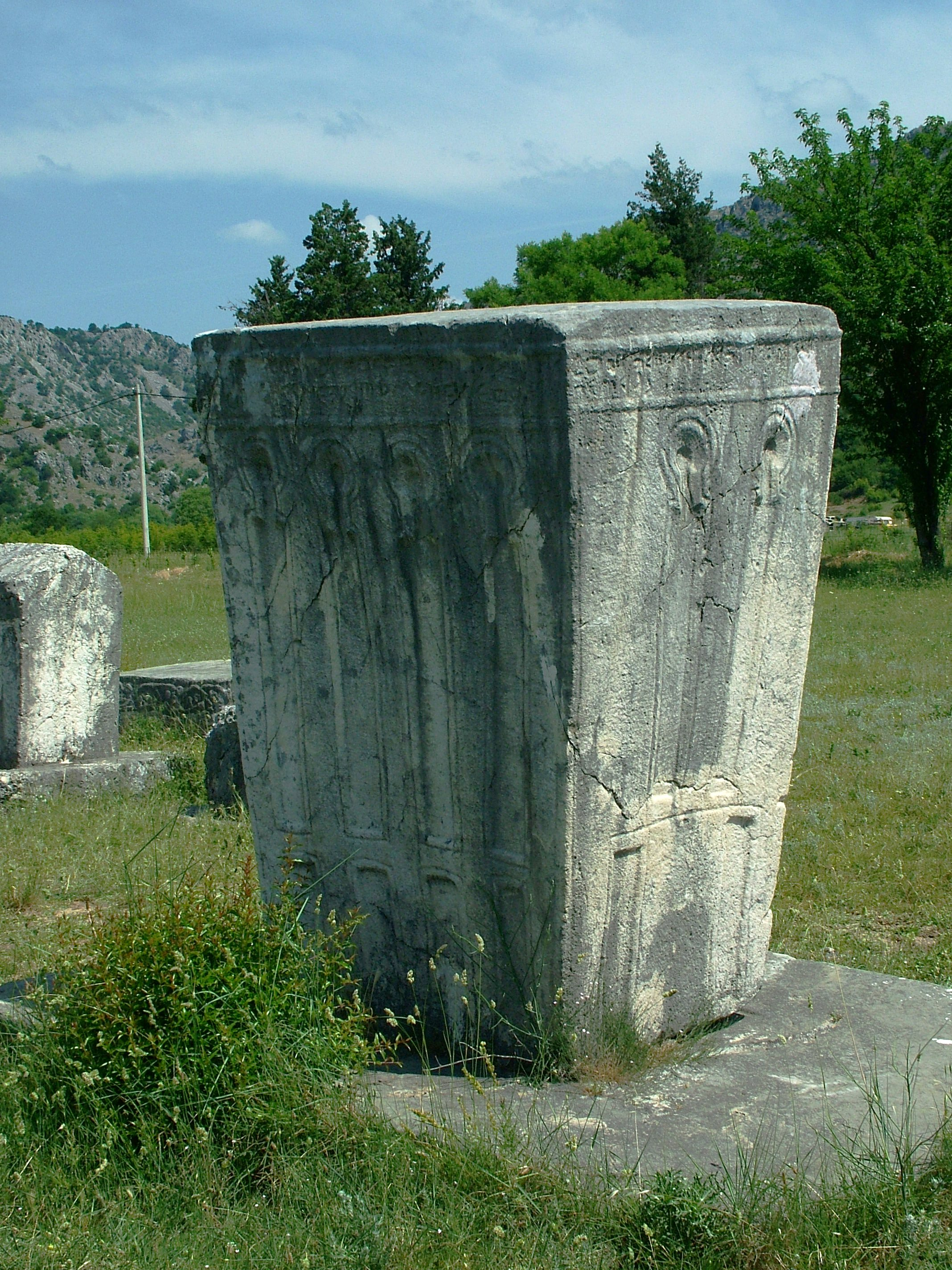
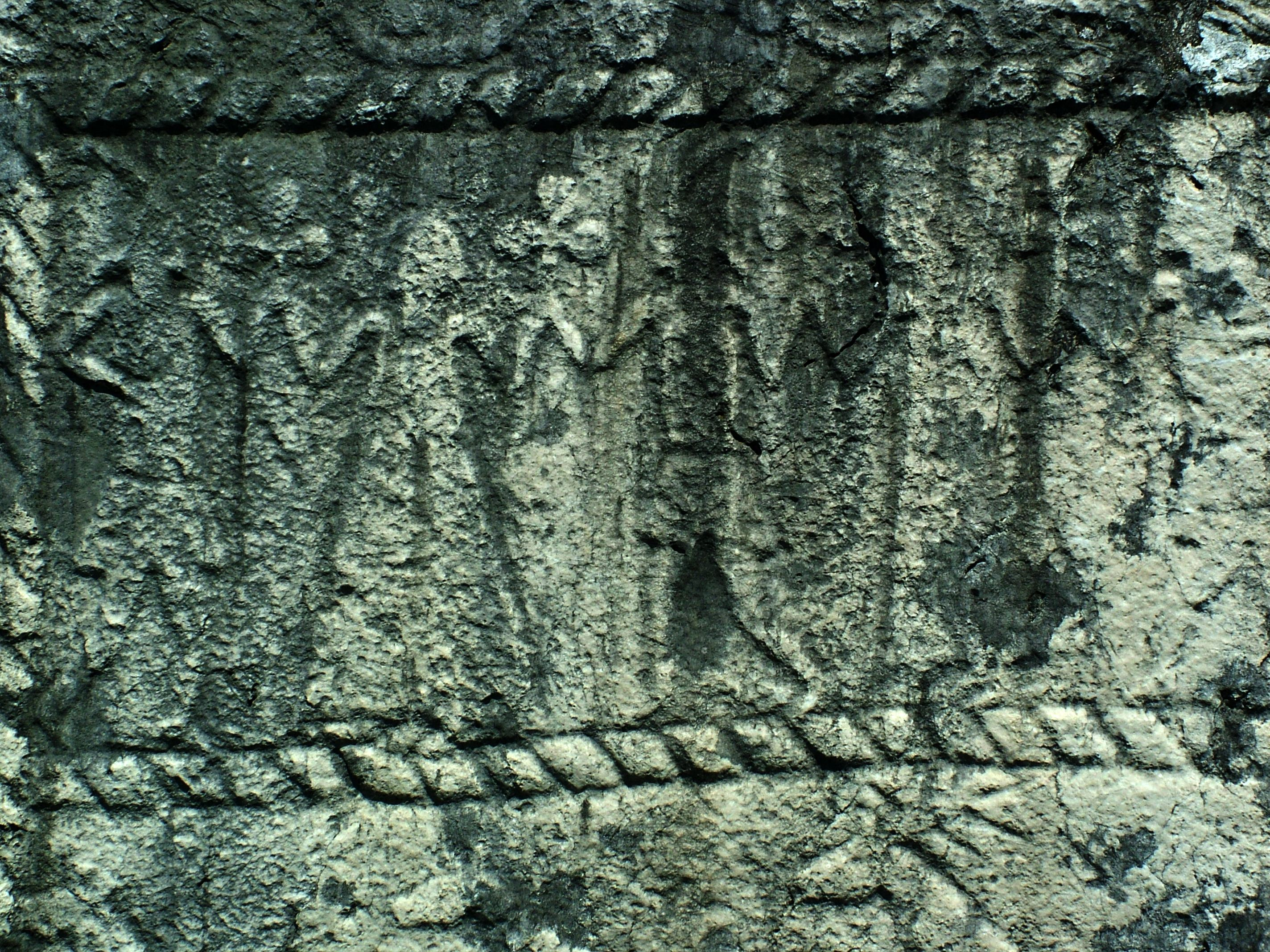
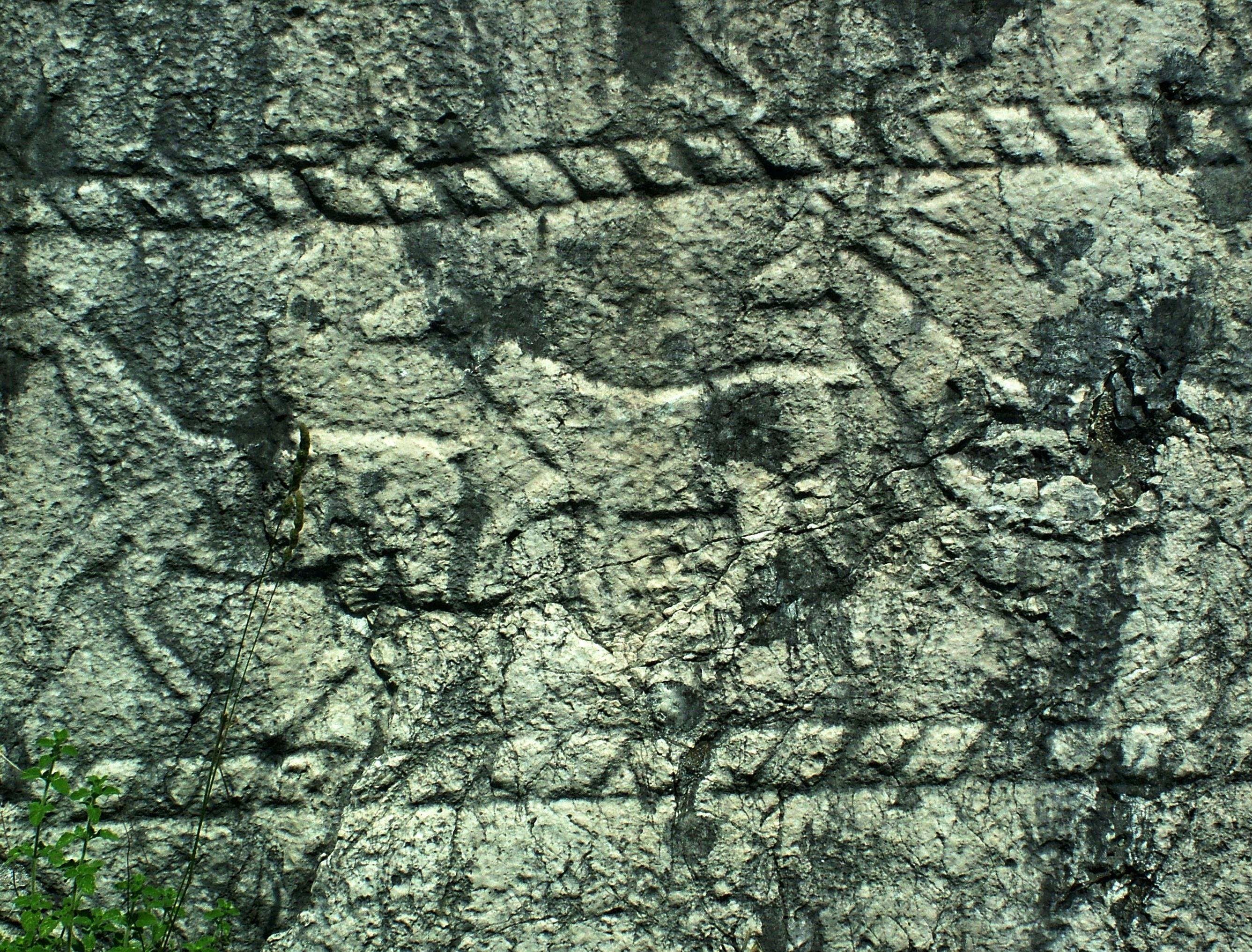
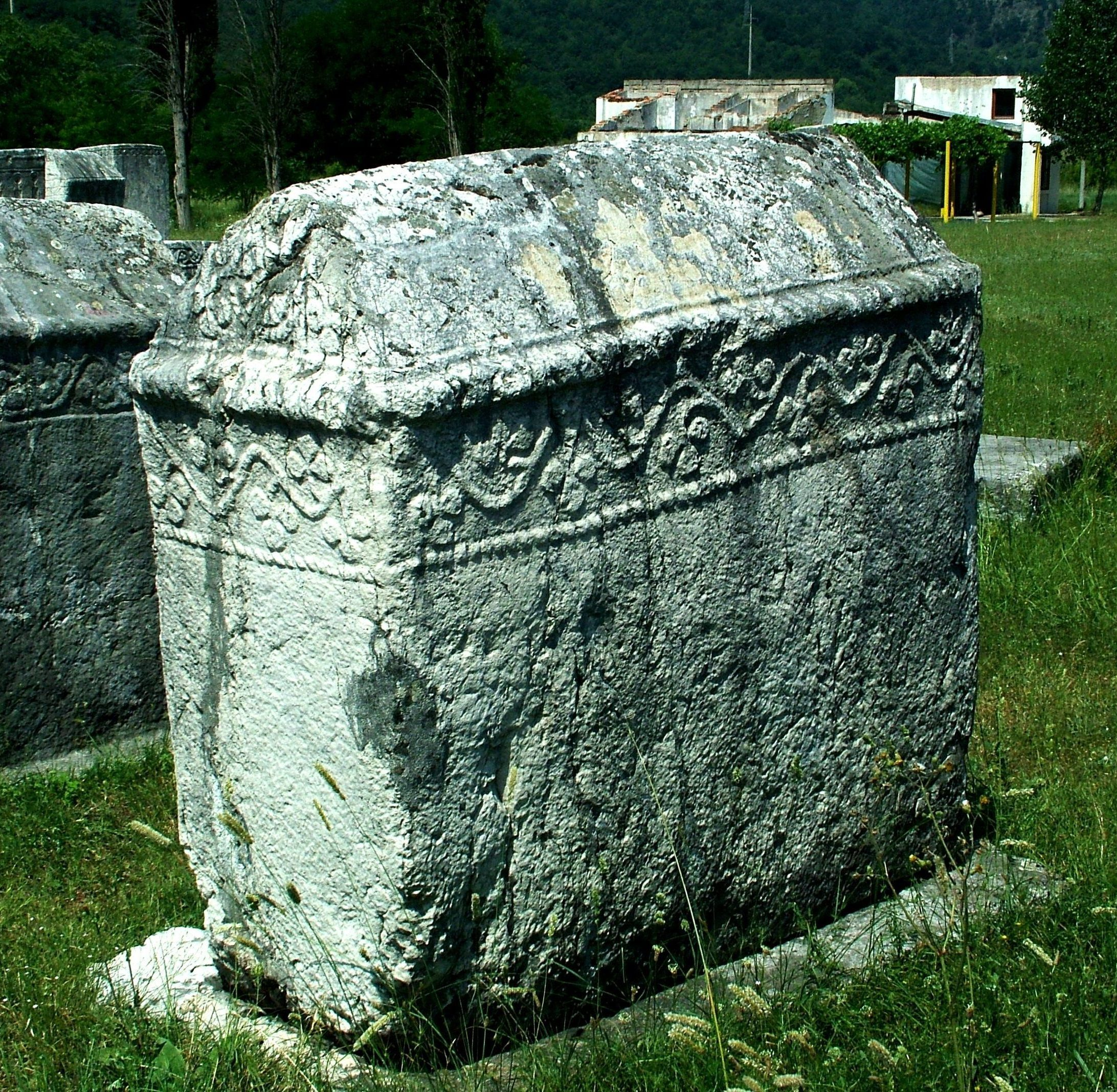
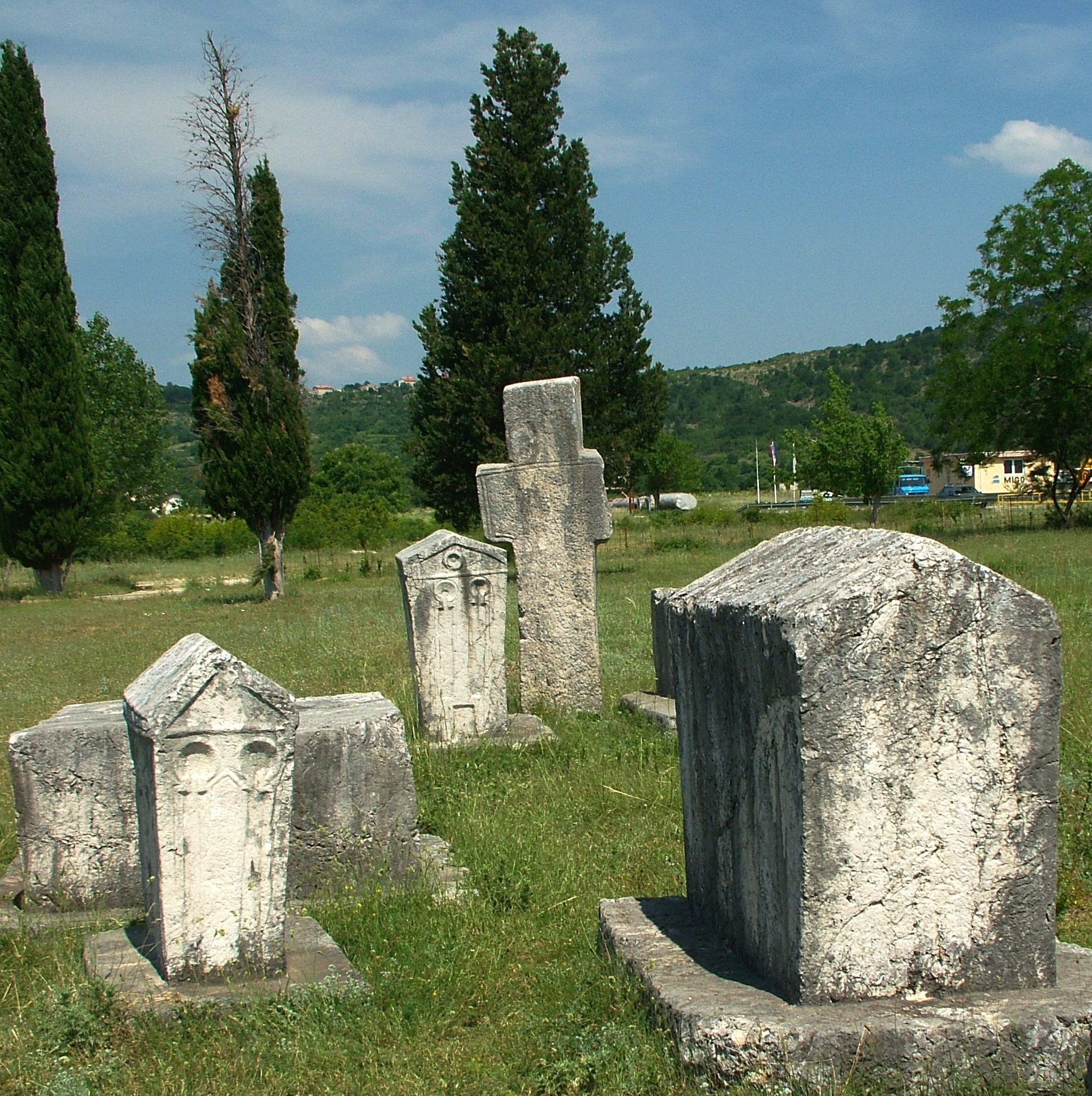
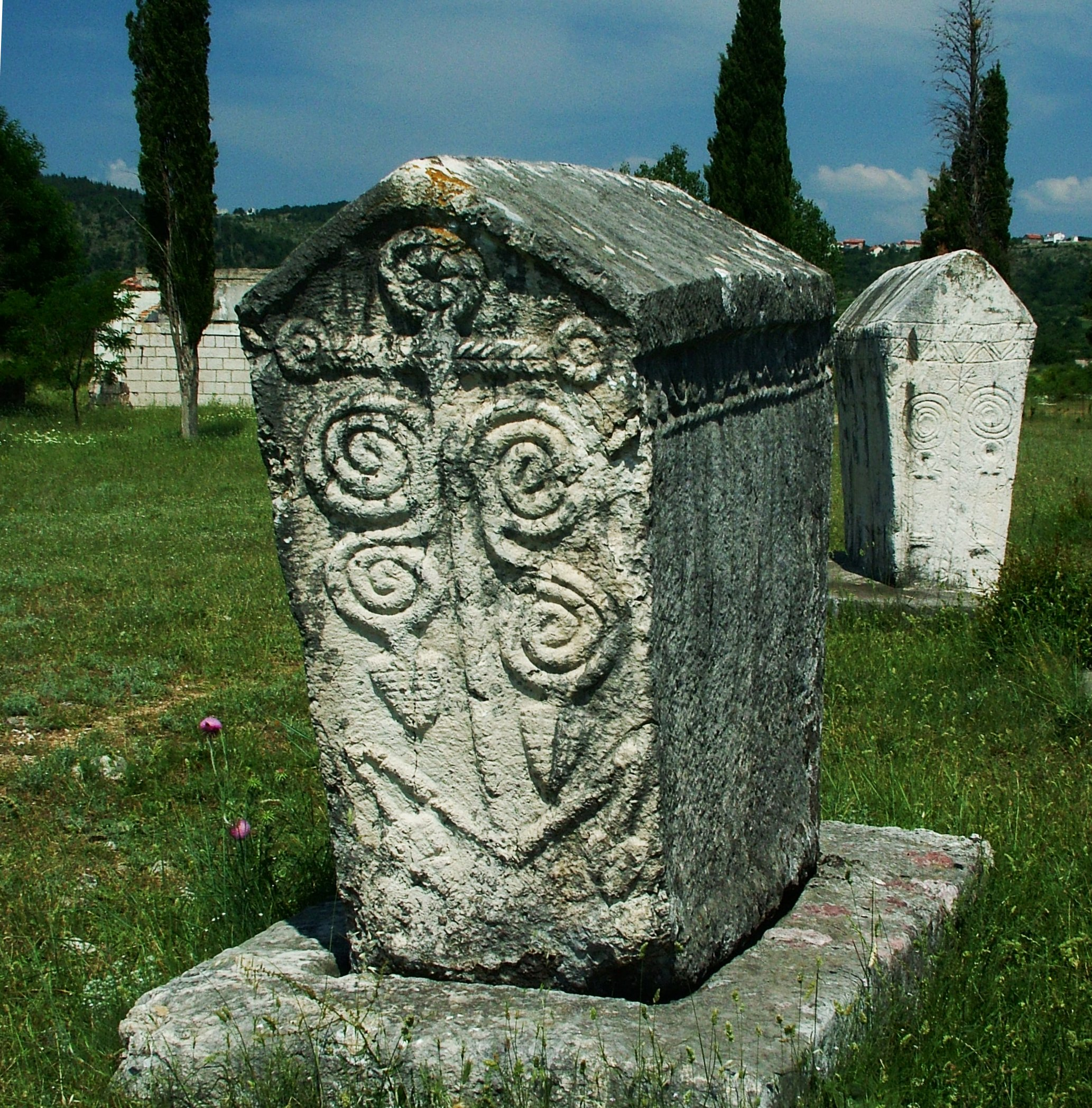
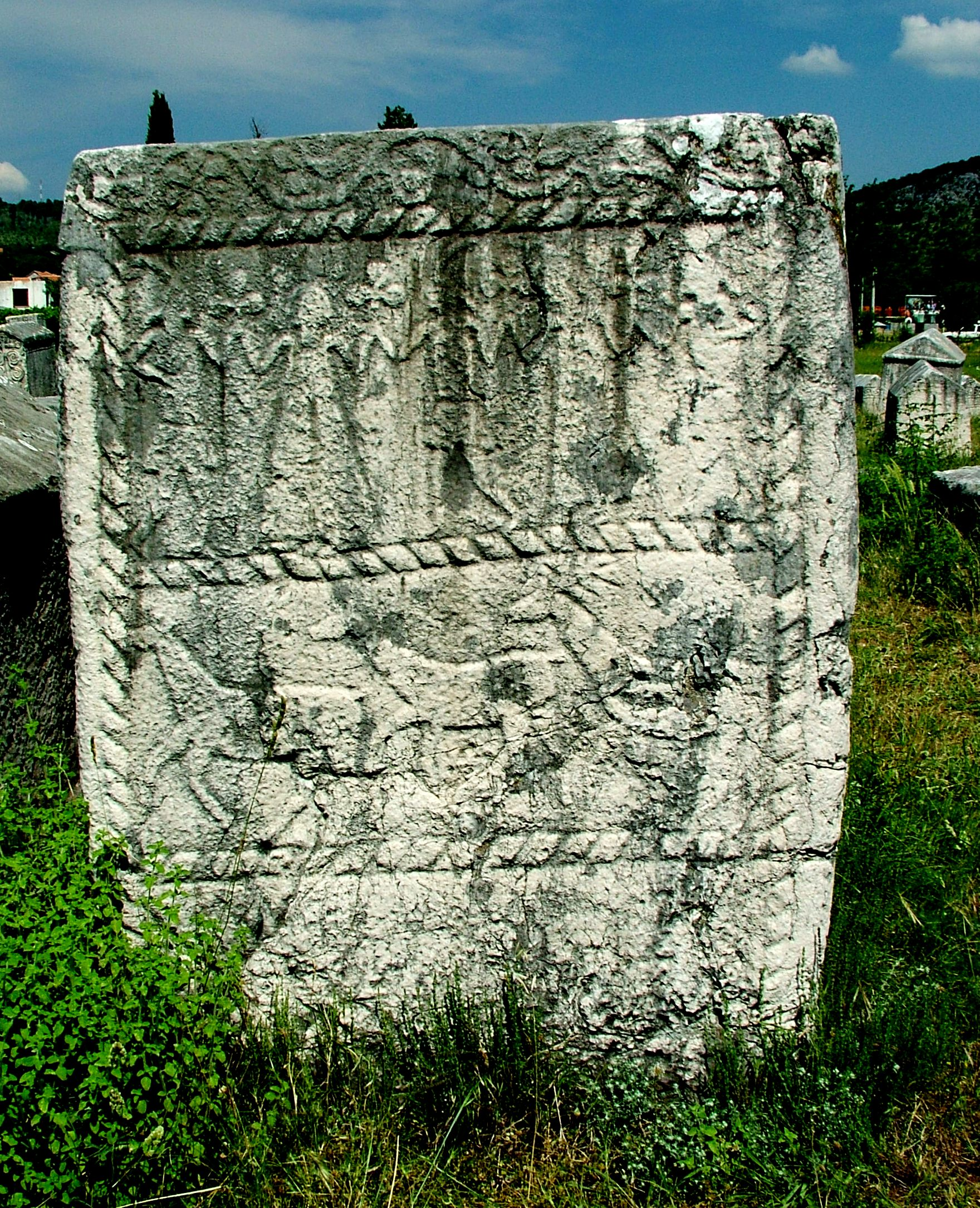